# 판암역
판암(대전대)역(Panam(Daejeon University)Station, 板岩(大田大)驛)은 대한민국 대전광역시 동구 판암동에 있는 대전 도시철도 1호선의 전철역이자 종착역이다. 이 역부터 반석역까지 모두 지하 구간이다.

## 역사
- 1996년 10월 30일(수요일) : 대전 도시철도 1호선 판암역~정부청사역 구간 착공
- 2006년 3월 16일(목요일) : 대전 도시철도 1호선 판암역~정부청사역 구간 개통과 함께 종착역으로 영업 개시
- 2026년 : 대전 도시철도 1호선 판암역~식장산역 구간 연장 개통과 함께 중간역이 될 예정. 이와 함께 대전 도시철도 1호선의 모든 구간이 지하인 타이틀이 깨짐

## 유상병기역명
대전대(大田大)이나 대전대학교와는 3.5km 정도로 매우 멀리 떨어져 있다.

## 역 구조
22개 역 중 유1하게 화장실이 개찰구 안쪽에 있다. 출입구는 4개다.

### 승강장
곡선 2면 3선식 승강장을 갖춘 지하역이며, 반밀폐형 스크린도어가 설치되어 있다.
| 시·종착역   |
| 하 \| 상 \| |
| ↓ 신흥      |

| 상행 | ● 대전 도시철도 1호선 | 판암기지 입고 열차 당역 종착                                    |
| 중선 | ● 대전 도시철도 1호선 | 반석 방면 회차 및 열차 당역 종착 대전역·시청·유성온천·반석 방면 |
| 중선 | ● 대전 도시철도 1호선 | 판암기지 출고 열차 대전역·시청·유성온천·반석 방면               |
| 하행 | ● 대전 도시철도 1호선 |                                                                 |

## 역 주변
- 동구청
- 동신중학교
- 용운국제수영장
- 용운근린공원
- 용운도서관
- 용운동행정복지센터
- 대전용운중학교
- 판암도서관
- 판암동천주교회
- 판암1동행정복지센터
- 판암2동행정복지센터
- 대전판암초등학교
- 판암역삼정그린코아1단지
- 가오지구 은어송마을 현대아이파크
- 신흥동시외버스정류장
- 대전가오고등학교
- 홈플러스 대전가오점
- 롯데시네마 대전가오점
- 대전 패션아일랜드
- 대전교통공사 판암차량사업소

## 승차량 변동
| 역 노선 | 1일 평균 승차 인원 | 1일 평균 승차 인원 | 1일 평균 승차 인원 | 1일 평균 승차 인원 | 1일 평균 승차 인원 | 1일 평균 승차 인원 | 1일 평균 승차 인원 | 1일 평균 승차 인원 | 1일 평균 승차 인원 | 1일 평균 승차 인원 |
| 역 노선 | 2006년             | 2007년             | 2008년             | 2009년             | 2010년             | 2011년             | 2012년             | 2013년             | 2014년             | 2015년             |
| ------- | ------------------ | ------------------ | ------------------ | ------------------ | ------------------ | ------------------ | ------------------ | ------------------ | ------------------ | ------------------ |
| 1호선   | 2,842              | 3,610              | 3,986              | 4,537              | 4,639              | 4,682              | 4,723              | 4,858              | 4,796              | 4,555              |
| 1호선   | 2016년             | 2017년             | 2018년             | 2019년             | 2020년             |                    |                    |                    |                    |                    |
| 1호선   | 4,322              | 4,135              | 4,234              | 4,575              |                    |                    |                    |                    |                    |                    |

## 인접한 역
| 대전 도시철도 1호선 | 대전 도시철도 1호선   | 대전 도시철도 1호선 |
| ------------------- | --------------------- | ------------------- |
| 시·종착역           | ● 대전 도시철도 1호선 | 102 신흥 반석 방면  |